# Babarcszőlős, Baranya
Babarcszőlős este un sat în districtul Siklós, județul Baranya, Ungaria, având o populație de 132 de locuitori (2011). 

## Demografie
Componența etnică a satului Babarcszőlős
     Maghiari (64,37%)
     Romi (35,63%)
Componența confesională a satului Babarcszőlős
     Romano-catolici (58,33%)
     Fără religie (12,12%)
     Reformați (6,06%)
     Necunoscută (23,48%)
Conform recensământului din 2011, satul Babarcszőlős avea 132 de locuitori. Din punct de vedere etnic, majoritatea locuitorilor (64,37%) erau maghiari, cu o minoritate de romi (35,63%).   Din punct de vedere confesional, majoritatea locuitorilor (58,33%) erau romano-catolici, existând și minorități de persoane fără religie (12,12%) și reformați (6,06%). Pentru 23,48% din locuitori nu este cunoscută apartenența confesională.